# 徳島県道175号阿波橘停車場線
徳島県道175号阿波橘停車場線（とくしまけんどう175ごう あわたちばなていしゃじょうせん）は、徳島県阿南市を通る一般県道である。

## 概要
JR四国牟岐線阿波橘駅付近から徳島県道130号大林津乃峰線交点に至る。

### 路線データ
- 起点：阿南市津乃峰町東分（JR四国牟岐線 阿波橘駅付近）
- 終点：阿南市津乃峰町東分（徳島県道130号大林津乃峰線交点）
- 距離：0.067 km[1]

## 歴史
- 1959年（昭和34年）1月31日 - 徳島県道59号阿波橘停車場線として認定（それまでの阿波橘停車場答島線を変更）。
- 1972年（昭和47年）3月10日 - 徳島県道175号線として再認定。

## 地理

### 通過する自治体
- 徳島県
  - 阿南市

### 交差する道路
| 交差する道路              | 交差する場所 | 交差する場所 |
| ------------------------- | ------------ | ------------ |
| 徳島県道130号大林津乃峰線 | 津乃峰町東分 | 終点         |

### 沿線
- JR四国牟岐線 阿波橘駅